# International Certificate of Competence

International Certificate of Competence, ausgestellt in Österreich

Das International Certificate of Competence (ICC), richtig: International Certificate for Operators of Pleasure Craft (ICC) ist ein internationales Befähigungszertifikat für Sportbootführer, das mit der Resolution Nr. 40 der Arbeitsgruppe Binnenschifffahrt für die Wirtschaftskommission Europa der Vereinten Nationen etabliert wurde.
Ziel der Einführung des ICC war es, die Anerkennung nationaler Sportbootführerscheine in anderen Ländern zu ermöglichen. Die Ausweise werden von den einzelnen Staaten nach deren eigenen Regeln ausgestellt. Die Resolution gibt jedoch Mindestvorgaben vor, die ein Kandidat erfüllen muss, um einen entsprechenden Ausweis zu beantragen. Die Kandidaten müssen sich einer Prüfung unterziehen, in der Kenntnisse in Schiffsführung, Seerecht, Seeverkehrsrecht, Navigation, Meteorologie und Notsituationen abgefragt werden. Dies ist mindestens in einer  theoretischen, häufig auch in einer praktischen Prüfung nachzuweisen.

## ICC international
Die folgenden UNECE-Mitgliedsstaaten haben 2022 die Resolution Nr. 40 unterzeichnet und erkennen das ICC als Befähigungsnachweis zum Führen von Sportbooten auf Binnen- oder Küstengewässern formell an:
- Belgien[4]
- Bulgarien
- Deutschland
- Finnland
- Irland
- Kroatien
- Lettland
- Litauen
- Luxemburg
- Niederlande
- Norwegen
- Österreich
- Polen
- Rumänien
- Schweiz[5]
- Serbien
- Slowakei
- Südafrika
- Tschechische Republik
- Ukraine
- Ungarn
- Vereinigtes Königreich,
- Belarus.

Das ICC wird in weiten Teilen der Welt informell anerkannt.

Frankreich, Italien, Moldawien, Polen, Russland und die USA haben dem Exekutivsekretär der UN Wirtschaftskommission für Europa mitgeteilt, dass sie die Resolution nicht anerkennen. Griechenland und Spanien werden im Dokument nicht erwähnt und erkennen die Resolution somit ebenfalls nicht an. Beim Chartern eines Sportboots verlangen Bootseigner oder Charter-Agenturen in der Regel jedoch auch in diesen Ländern die Vorlage des ICC oder eines äquivalenten Dokuments und legen diese gegebenenfalls der Hafenbehörde vor.

### Deutschland

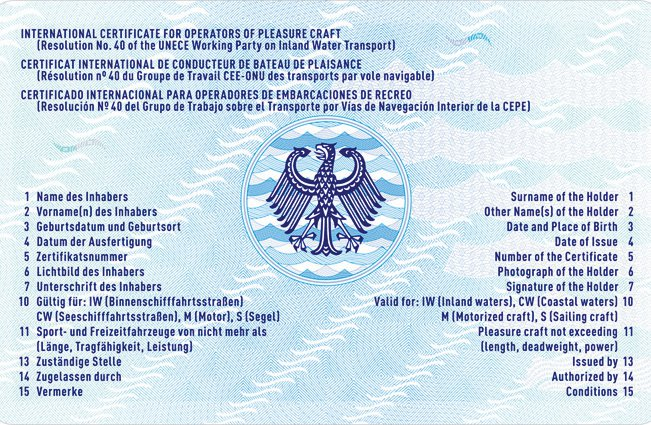
Rückseite des deutschen Sportbootführerscheins See mit Bescheinigung als International Certificate of Competence, neue Ausführung

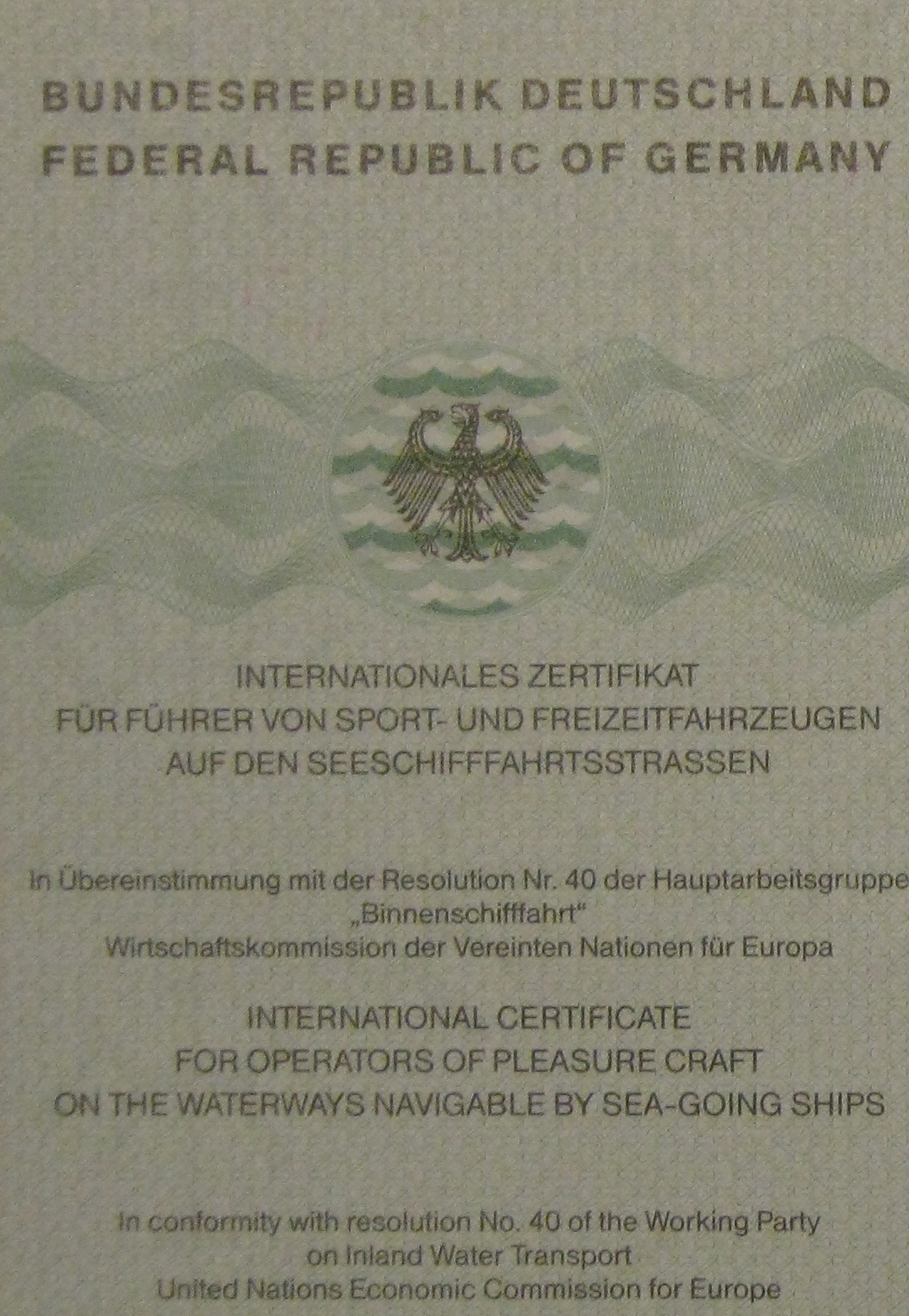
ICC im deutschen Sportbootführerschein See, alte Ausführung

Das ICC ist in Deutschland in folgenden amtlichen Sportbootführerscheinen und Sportschifferscheinen enthalten:
- Sportbootführerschein See, Sportbootführerschein Binnen
- SKS – Sportküstenschifferschein
- SSS – Sportseeschifferschein
- SHS – Sporthochseeschifferschein

Ein ICC, der auf einem ausländischen Sportbootführerschein basiert, wird in Deutschland unter Umständen nicht anerkannt, wenn der Inhaber seit über einem Jahr seinen Hauptwohnsitz in Deutschland hat.

### Schweiz
In der Schweiz gibt es zwei Varianten einen ICC zu erwerben:
1. Es  wird auf Grundlage des Binnenausweises vom Schifffahrts- oder Strassenverkehrsamt des Wohnkantons ausgestellt, ist jedoch gemäß Art. 90 der Binnenschifffahrts-Verordnung nur für Binnengewässer gültig und nicht für die Küstenfahrt.[8]  Der Eintrag „C“ (Küstengewässer) kann vorgenommen werden, wenn der Antragsteller einen Schweizer Hochseeausweis nach der Verordnung vom 20. Dezember 2006 über den schweizerischen Fähigkeitsausweis zum Führen von Jachten zur See (Hochseeausweis-Verordnung, SR 747.321.71) vorweisen kann.
2. Das ICC ist im Hochseeausweis (HSA) enthalten. Dieser ist vom Schweizerischen Seeschifffahrtsamt in Basel autorisiert, wird jedoch von den von ihm beauftragten Prüfungsstellen ausgestellt.[9] Das Schweizerische Seeschiffahrtsamt SSA beaufsichtigt die Prüfungsstellen, die mit der Prüfungsabnahme und der Ausstellung des schweizerischen Fähigkeitsausweises zum Führen von Jachten zur See (Hochseeausweis) betraut ist. Seit 2007 geben die beiden Prüfungsstellen (SYA und CCS) einen einheitlichen, international anerkannten schweizerischen Fähigkeitsausweis im Kreditkartenformat ab. Der Schweizer Hochseeausweis berechtigt zur weltweiten Fahrt und entspricht in diesem Sinne in etwa dem Deutschen Sporthochseeschifferschein (SHS).